# 建平郡
建平郡（けんへい-ぐん）は、中国にかつて存在した郡。三国時代から隋初にかけて、現在の重慶市東部および湖北省西部にまたがる地域に設置された。

## 概要
260年（永安3年）、三国の呉により宜都郡が分割されて、建平郡が立てられた。呉の建平郡は荊州に属し、信陵・興山・秭帰・沙渠の4県を管轄した。
いっぽう晋に建平都尉があり、巫県・北井・泰昌・建始の4県を管轄した。275年（咸寧元年）、晋の建平都尉が建平郡と改称された。280年（太康元年）、晋が呉を滅ぼすと、両国の建平郡は統合された。晋の建平郡は巫・北井・泰昌・信陵・興山・建始・秭帰・沙渠の8県を管轄した。
南朝宋のとき、建平郡は巫・秭帰・帰郷・北井・泰昌・沙渠・新郷の7県を管轄した。
480年（南朝斉の建元2年）、荊州を分割して巴州が置かれると、建平郡は巴州に属した。斉の建平郡は巫・秭帰・北井・泰昌・沙渠・新郷の6県を管轄した。
583年（開皇3年）、隋が郡制を廃すると、建平郡は廃止されて、信州に編入された。

## 顕州建平郡
本節では、現在の山西省呂梁市一帯に設置された建平郡について述べる。北魏の永安年間、顕州に建平郡が置かれた。この建平郡は昇原・赤谷の2県を管轄した。

## 寧州建平郡
南朝斉のとき、寧州に建平郡が置かれた。この建平郡は同楽・同瀬・牧靡・新興・新定・味・同並・万安・昆沢・漏江・談藁・毋単・存䣖の13県を管轄した。